# Anthony Montero
Anthony José Montero Chirinos (Punta Cardón, 24 maggio 1997) è un lottatore venezuelano, specializzato nella lotta libera.

## Palmarès
- Campionati panamericani

Frisco 2016: oro nei -65 kg.
- Giochi sudamericani

Cochabamba 2018: oro nei -65 kg.
- Giochi centramericani e caraibici

Barranquilla 2018: bronzo nei -65 kg.
- Campionati centramericani e caraibici

L'Avana 2018: bronzo nei -65 kg.
- Giochi bolivariani

Santa Marta 2017: oro nei -65 kg.
- Giochi olimpici giovanili
- Nanchino 2014: argento nei 63 kg.